# Centro de Exposiciones y Convenciones Mitad del Mundo
El Centro de Exposiciones y Convenciones Mitad del Mundo, más conocido por su acrónimo CEMEXPO, es un centro de convenciones internacional ubicado en la Autopista Manuel Córdova Galarza km. 9. Vía Mitad del Mundo en Ecuador.
Fue inaugurado en septiembre de 1999 y cuenta con una superficie de superficie de 85.253 m².

## Eventos realizados
- Miss Universo 2004[3][4][5]
- Miss Ecuador 2008[6]
- Miss Ecuador 2010[7]
- Campus Party Ecuador 2015[8][9]